# 1917年香港
|        | 香港歷史 \| 香港歷史年表                                                                                                   |
| 世紀： | 19世紀香港 \| 20世紀香港 \| 21世紀香港                                                                                     |
| 年代： | 1880年代香港 \| 1890年代香港 \| 1900年代香港 \| 1910年代香港 \| 1920年代香港 \| 1930年代香港 \| 1940年代香港               |
| 年份： | 1913年香港 \| 1914年香港 \| 1915年香港 \| 1916年香港 \| 1917年香港 \| 1918年香港 \| 1919年香港 \| 1920年香港 \| 1921年香港 |
| 紀年： | 丁巳年（蛇年）、香港開埠76周年                                                                                             |

## 大事記
- 2月16日，港督梅含理回訪廣州，與廣東省長朱慶瀾會面。
- 3月，中國與香港合作偵破偽造紙幣案。
- 7月1日，皇家香港天文台改革颱風信號，由以往只懸掛不同形狀信號代表風力變化，改為全面新增數字等級，與舊有形狀信號並行，並首次在颶風與烈風之間增設暴風緩衝信號。[1]
- 7月，港府頌令徵收戰時特別稅7%。
- 8月，立法局通過《1917年兵役條例》，香港首次正式徵兵，強制18至55歲的歐洲裔的英籍男性香港居民服兵役[2]。
- 9月24日，中國銀行在港設立辦事處。
- 9月29日，安益公司「西富輪」遇劫。
- 10月22日，大潭篤水塘第二期工程完工。
- 10月，本港各界募捐賑濟華北水災。
- 11月10日，總督梅含理因公事離港，由輔政司施勳署任。
- 11月22日，立法局通過向華北水災受影響地區直接捐款10萬港元。
- 12月17日，梅含理公務完畢返港復職。
- 本年：
  - 頒佈戰時臨時軍役條例。
  - 香港政制改革聯會成立。
  - 掃桿埔運動場建成。
  - 香港基督教女青年會開始籌辦。
  - 香港船東保障會創辦。
  - 《國是報》、《共和報》及《公益報》創刊。
  - 政府財政收入為1,506萬港元，支出1,409萬元。[3]
  - 總人口為73.03萬，其中外國人佔1.91萬。[3]

## 出生人物
- 11月3日－鍾士元爵士，香港政治家。
- 10月－韓森，香港警察隊刑事偵緝處總探長。

## 逝世人物
- 本年，喜嘉理牧師（63歲），公理會在港傳教士。